# Kleinzitat
Als Kleinzitat bezeichnet man im Urheberrecht (etwa § 51 deutsches UrhG, Nr. 2) das auszugsweise Zitieren aus einem urheberrechtlich geschützten Werk. Das Kleinzitat steht im Gegensatz zum Großzitat (etwa § 51 deutsches UrhG, Nr. 1), dem vollständigen Zitieren eines urheberrechtlich geschützten Werks. Eine spezielle Form des Kleinzitats stellt das Musikzitat (etwa § 51 deutsches UrhG, Nr. 3) dar.
Das Zitatrecht basiert auf dem Grundgedanken, dass bei kulturellen Leistungen praktisch immer auf Vorgänger aufgebaut wird. Daher wird erwartet, dass der Urheber diesen relativ geringen Eingriff in sein Verwertungsrecht hinzunehmen hat. 